# Залье (Светлогорский район)
Залье (бел. За́лле) — деревня в Давыдовском сельсовете Светлогорского района Гомельской области Республики Беларусь.

## География

### Расположение
В 27 км на запад от Светлогорска, 15 км от железнодорожной платформы Узнаж (на линии Жлобин — Калинковичи), 137 км от Гомеля.

## Транспортная сеть
Автодорога связывает деревню со Светлогорском и Калинковичами. Планировка состоит из прямолинейной, почти меридиональной улицы. Застройка двусторонняя, деревянная, усадебного типа.

## История
Обнаруженный археологами в 1,2 км на юго-запад от деревни курганный могильник (26 насыпей) свидетельствует о заселении человекам этих мест с давних времён. Современная деревня согласно письменным источникам известна с XIX века как селение в Карповичской волости Речицкого уезда Минской губернии. В 1879 году обозначена в составе Евтушковичского церковного прихода. Согласно переписи 1897 года действовал хлебозапасный магазин.
В начале 1930-х годов организован колхоз «Победа», работала кузница. Согласно переписи 1959 года располагались библиотека, клуб.

## Население

### Численность
- 2004 год — 79 хозяйств, 125 жителей

### Динамика
- 1897 год — 20 дворов 250 жителей (согласно переписи)
- 1908 год — 54 двора, 334 жителя
- 1925 год — 85 дворов
- 1959 год — 471 житель (согласно переписи)
- 2004 год — 79 хозяйств, 125 жителей
- 2018 год — 15 хозяйств, 40 жителей

## Достопримечательность
- Курганный могильник периода раннего Средневековья —  Историко-культурная ценность Республики Беларусь, шифр 313В000755